# Байханов, Асаин Куандыкович
Байханов Асаин Куандыкович (каз. Асайын Қуандықұлы Байханов; род. 6 декабря 1977 года, село Машхур Жусуп, Баянаульский район, Павлодарская область, Казахская ССР) — казахстанский государственный деятель. Аким Павлодарской области (2022).

## Биография
Родился 6 декабря 1977 года в селе Машхур Жусуп Баянаульского района Павлодарской области.

### Образование
Получил образование в учебных заведениях:
- Павлодарский университет (2000): специальность «Экономика и менеджмент»[1];
- Корпоративный центр повышения квалификации немецкого международного банковского холдинга ProCredit Holding AG и European Bank for Reconstruction and Development (EBRD) (2005—2006)[1];
- Московский государственный университет им. М. В. Ломоносова (2017)[1].

Владеет казахским, русским, украинским, английским и немецким языками.

### Трудовой стаж
Работа в банковском секторе по программе, реализуемой офисом Европейского банка реконструкции и развития в Казахстане;
Занимал руководящие должности в немецком международном банковском холдинге ProCredit Holding AG, Исполнительный директор ЗАО «ПроКредит Украина» в Киеве (2003—2007);
Заместитель председателя правления АО «Нурбанк» (2007—2009);
Занимался предпринимательской деятельностью в сельском хозяйстве (2009—2015);
Заместитель председателя правления АО «КазАгроПродукт» (входящего в группу АО "Национальный Управляющий Холдинг «КазАгро») (2015);
Заместитель акима Павлодарской области (03.2020—07.2021);
Аким города Павлодара (19 июля 2021 — 6 декабря 2022);
Аким Павлодарской области (с 7 декабря 2022).

## Семья
Женат, имеет 4 детей.